# Klotamaranter

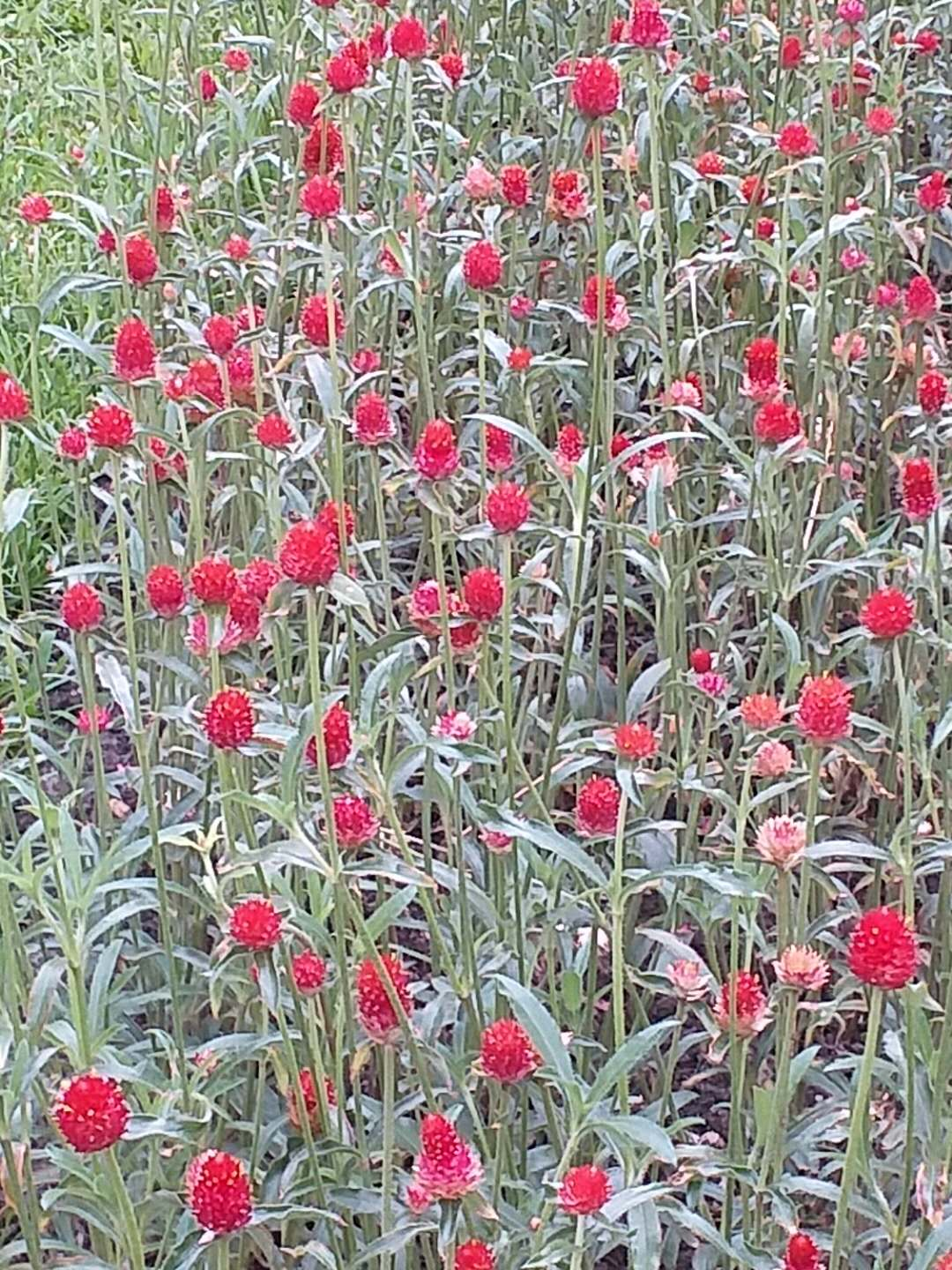
Gomphrena haageana Klotzsch, National Museum of Natural Science, Taichung, Taiwan.

Klotamaranter (Gomphrena) är ett släkte av amarantväxter. Klotamaranter ingår i familjen amarantväxter.

## Bildgalleri

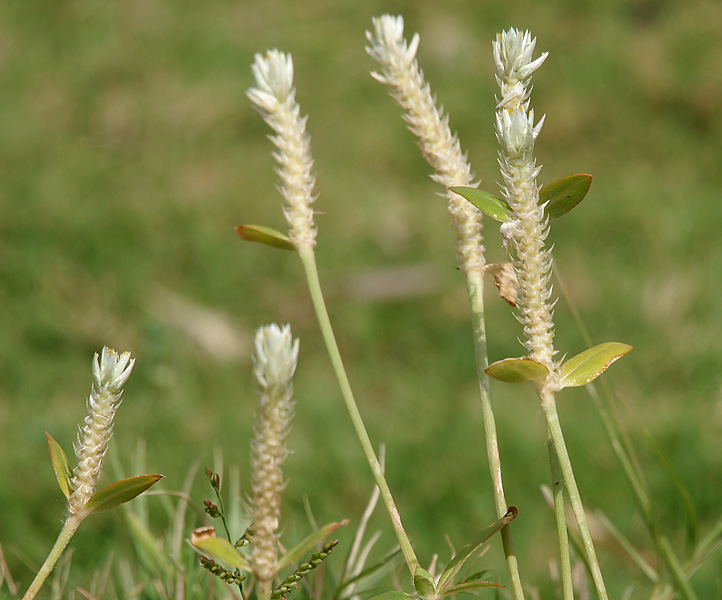
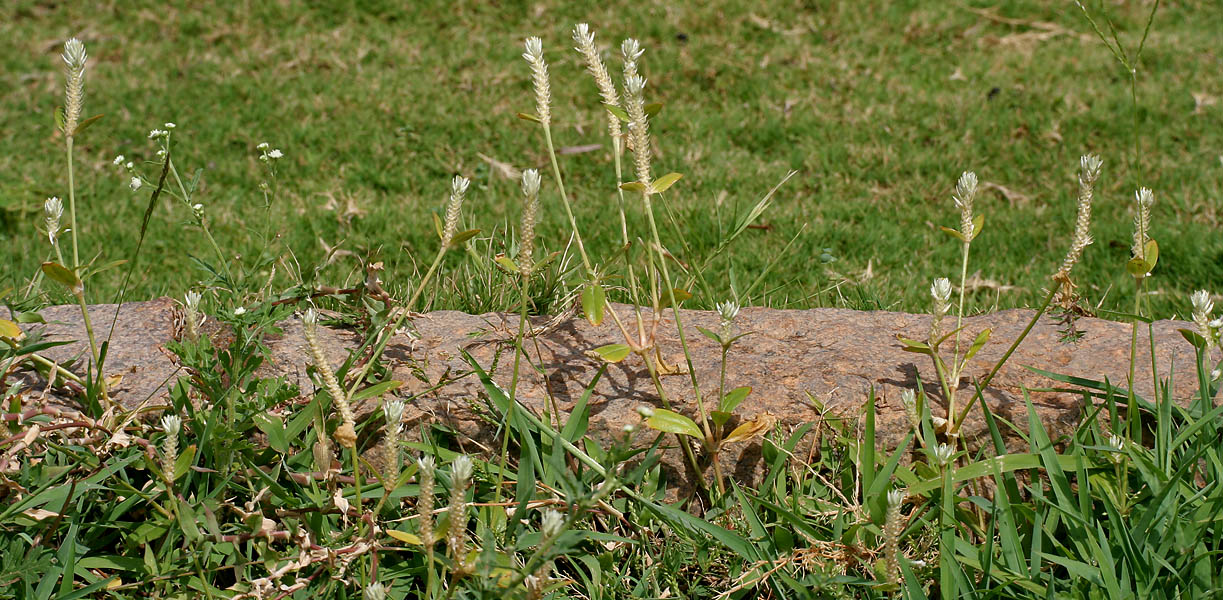
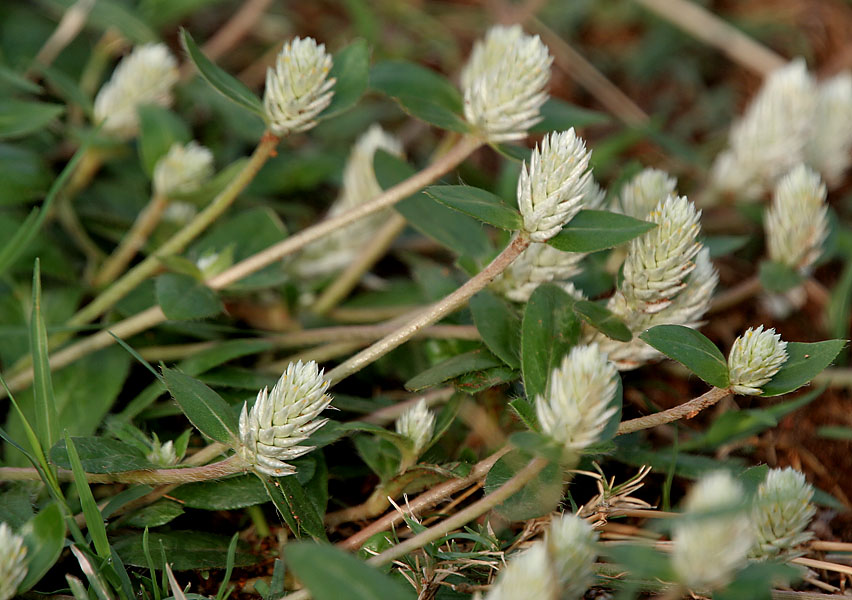
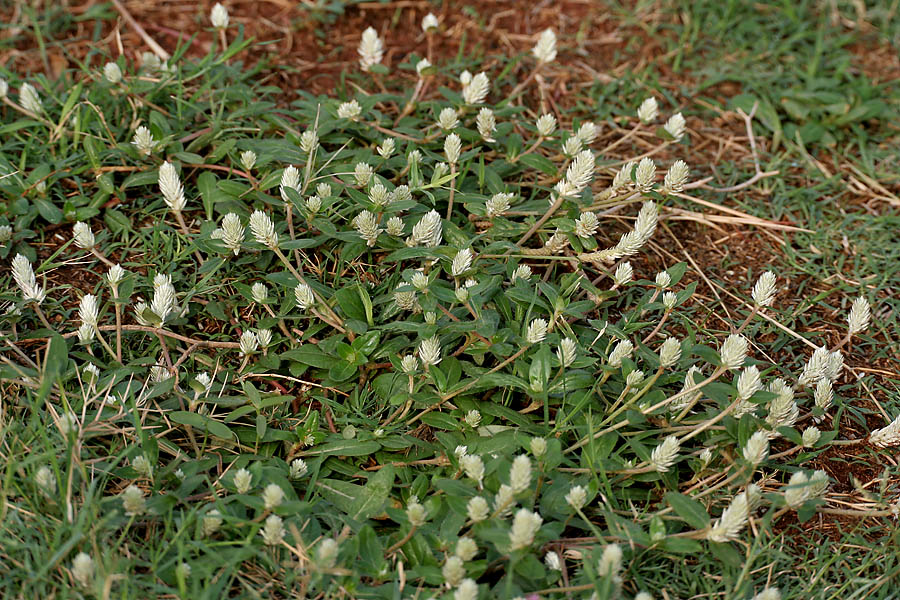
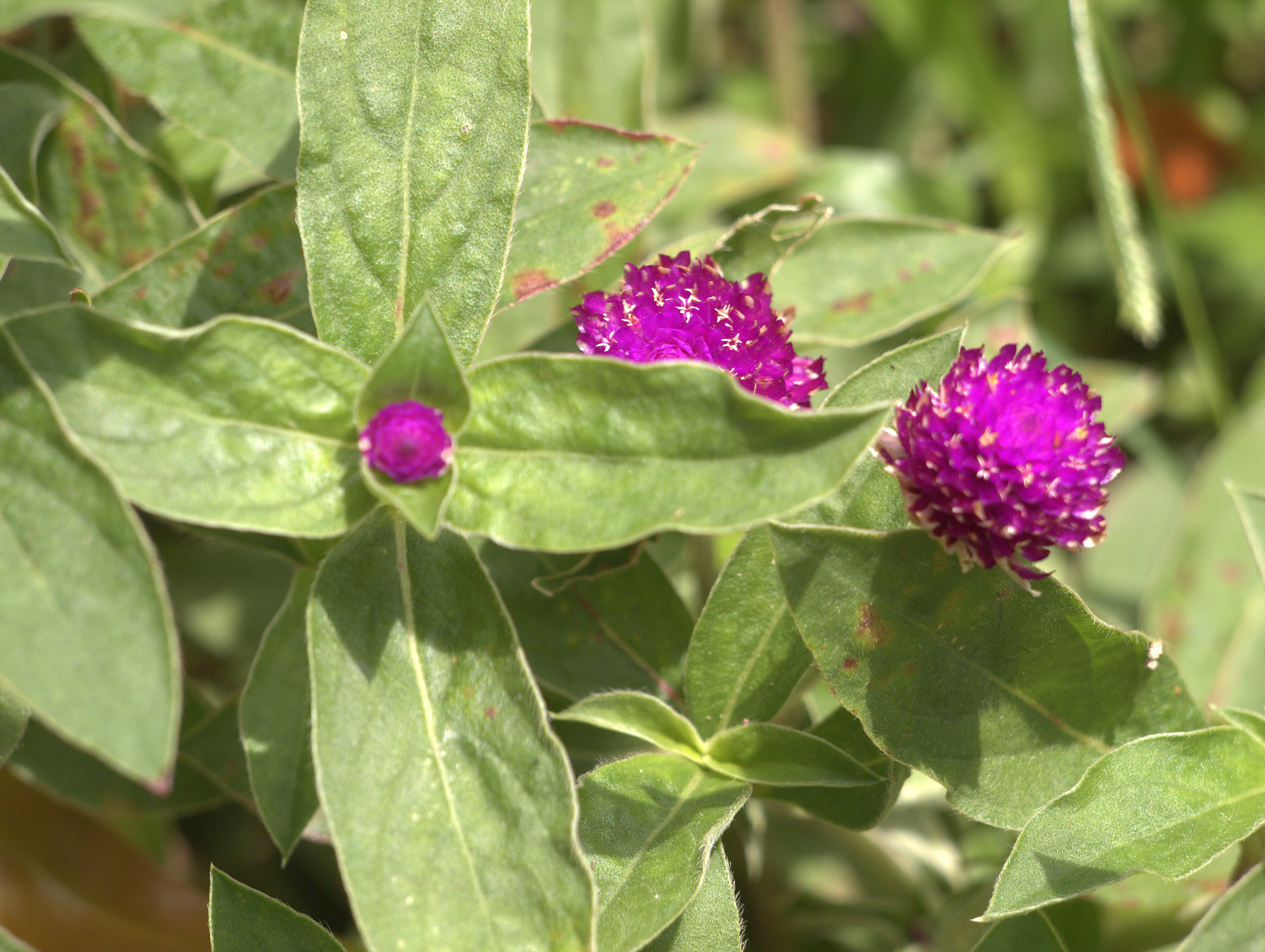
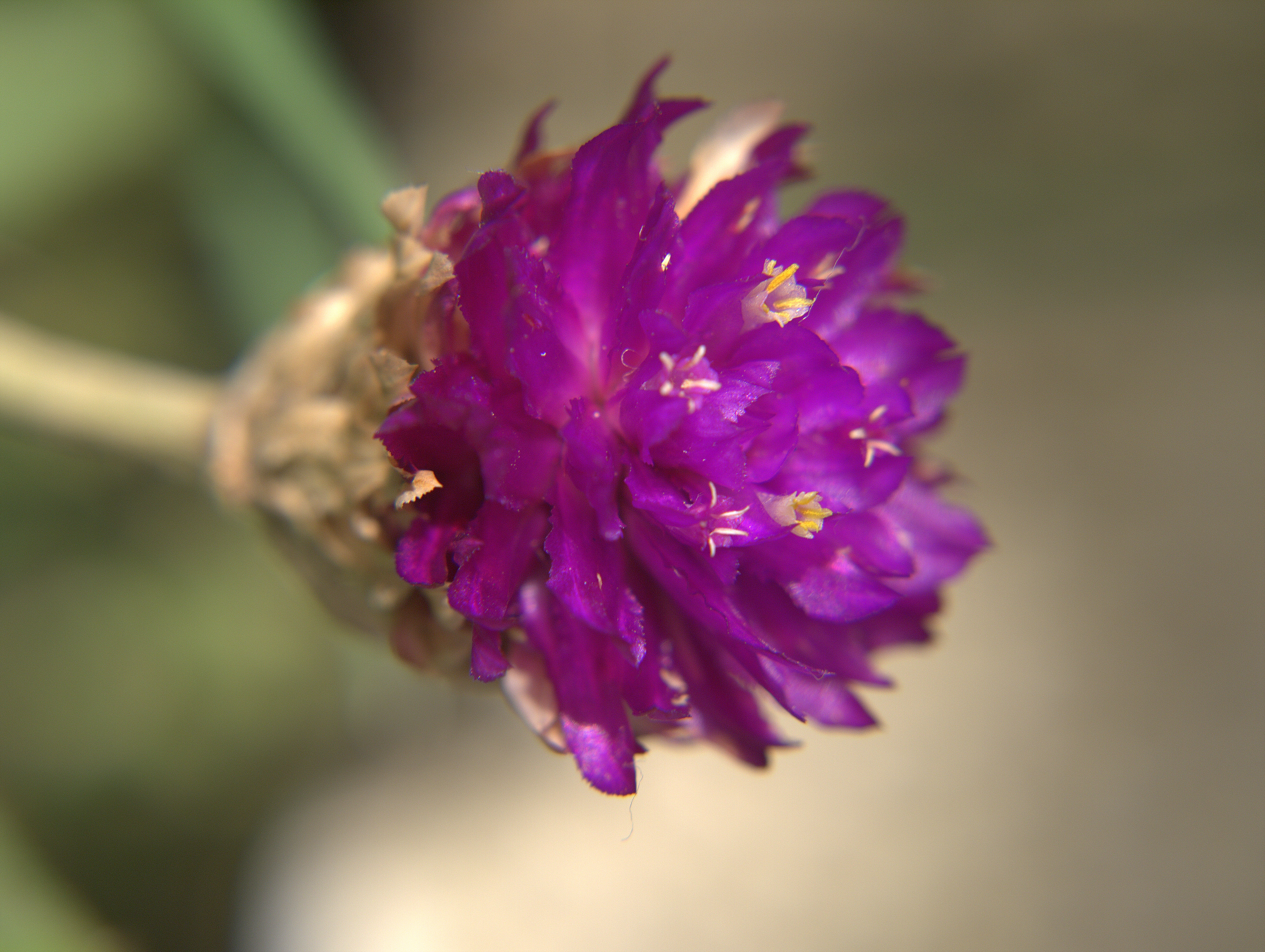
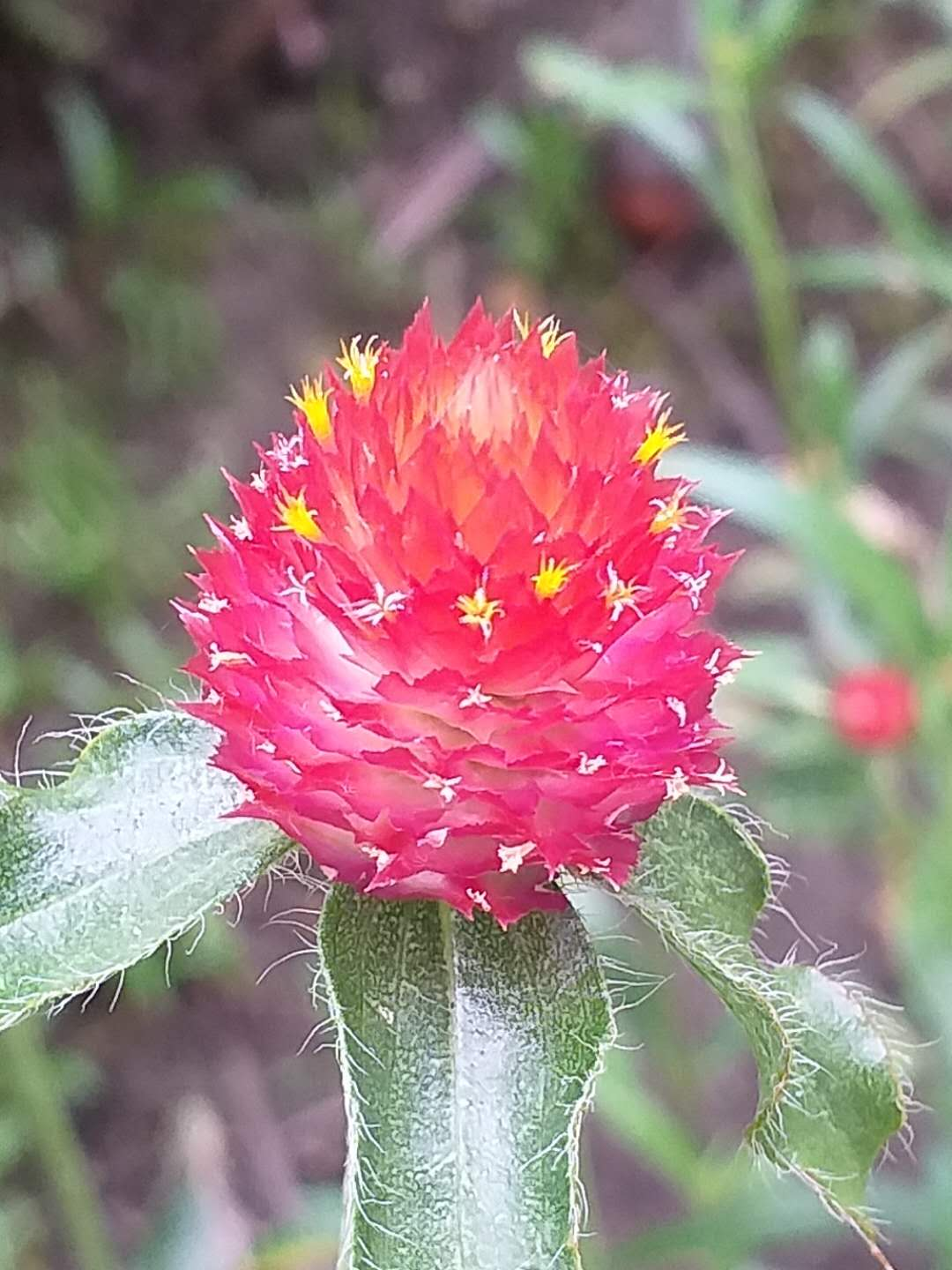

## Dottertaxa till Klotamaranter, i alfabetisk ordning[1]
- Gomphrena agrestis
- Gomphrena alba
- Gomphrena angustifolia
- Gomphrena aphylla
- Gomphrena arborescens
- Gomphrena boliviana
- Gomphrena brasiliensis
- Gomphrena celosioides
- Gomphrena claussenii
- Gomphrena cylindrica
- Gomphrena desertorum
- Gomphrena elegans
- Gomphrena eriantha
- Gomphrena flava
- Gomphrena globosa
- Gomphrena graminea
- Gomphrena haenkeana
- Gomphrena hatschbachiana
- Gomphrena holosericea
- Gomphrena humilis
- Gomphrena hygrophila
- Gomphrena iresinoides
- Gomphrena lanata
- Gomphrena macrorhiza
- Gomphrena martiana
- Gomphrena matogrossensis
- Gomphrena meyeniana
- Gomphrena nealleyi
- Gomphrena nitida
- Gomphrena oroyana
- Gomphrena paniculata
- Gomphrena perennis
- Gomphrena phaeotricha
- Gomphrena pohlii
- Gomphrena pringlei
- Gomphrena prostrata
- Gomphrena pulchella
- Gomphrena pumila
- Gomphrena rupestris
- Gomphrena sericea
- Gomphrena serrata
- Gomphrena sonorae
- Gomphrena strigosa
- Gomphrena tomentosa
- Gomphrena trollii
- Gomphrena tuberosa
- Gomphrena umbellata
- Gomphrena vaga
- Gomphrena virgata